# Polystichum nigrum
Polystichum nigrum là một loài thực vật có mạch trong họ Dryopteridaceae. Loài này được Ching & H.S. Kung miêu tả khoa học đầu tiên năm 1989.